# Спартак (стадион, Мелитополь)
«Спартак» имени Олега Олексенко (укр. «Спартак» імені Олега Олексенка) — футбольный стадион в городе Мелитополе. Являлся домашней ареной для футбольного клуба второй лиги «Олком», теперь на стадионе принимает домашние матчи клуб «Мелитопольская черешня».

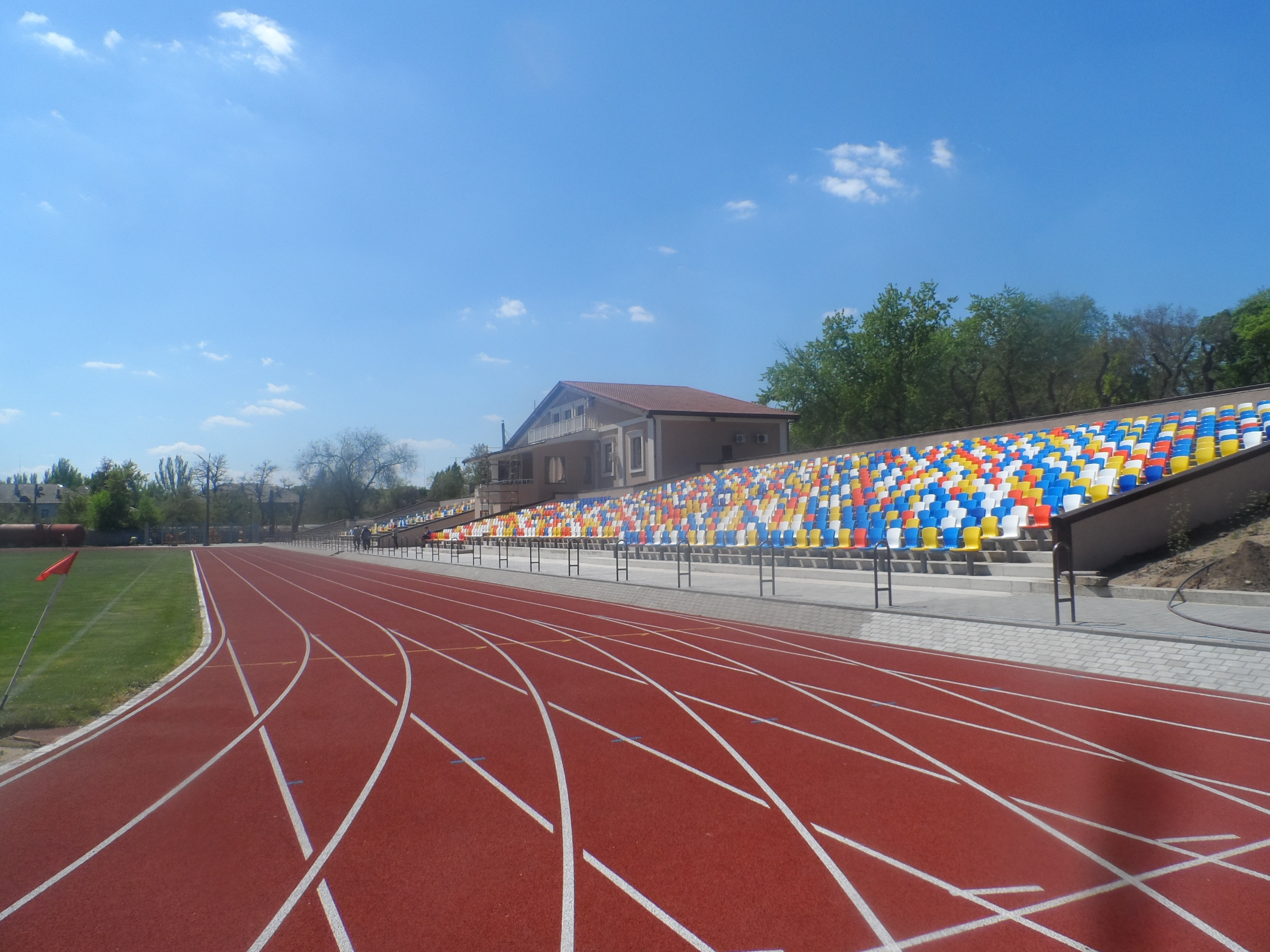
После ремонта

## Расположение
Стадион расположен в центре Мелитополя, в парке Горького, по адресу ул. Шмидта, 12. Вдоль западной стороны стадиона в один ряд расположены две трибуны (северная и южная) и между ними небольшое двухэтажное здание стадиона (с раздевалками и тренерскими комнатами). В восточной части стадиона никаких сооружений нет, и футбольное поле отделено от парка только забором. Рядом со стадионом находится несколько небольших спортивных площадок.

## История
Стадион был открыт в 1952 году.
В 2001 году Олег Олексенко, руководитель сети предприятий «Олком», организовал и стал президентом профессионального спортивного клуба «Олком», в который вошла и бывшая футбольная команда «Торпедо», испытывавшая на тот момент большие проблемы с финансированием. Олег Олексенко умер 19 июля 2002 года, не успев осуществить свои планы по реформированию команды и ремонту стадиона. В 2002 году стадион «Спартак» был назван его именем. А спортивный клуб «Олком» возглавили его сестра Ольга и её муж Евгений Куценко.
В 2007—2009 годах стадион был реконструирован за счёт городского бюджета и руководства спортивного клуба «Олком». На южной трибуне вместо лавок были установлены отдельные кресла для зрителей, было приведено в соответствие стандартам тренировочное поле стадиона, на основном поле была построена система полива. Было капитально отремонтировано здание стадиона (раздевалки, душевые, судейские и бытовые помещения).
В начале 2011 года из-за отсутствия финансирования ФК «Олком», выступавший во Второй лиге, прекратил своё существование. С тех пор на стадионе проводит свои домашние матчи ФК «Мелитопольская черешня», играющий на первенство Запорожской области.
Рекорд посещаемости стадиона — 9500 зрителей на матче 1/16 финала Кубка Украины 2006—2007 «Олком» (Мелитополь) — «Динамо» (Киев) 20 сентября 2007 года.
29 сентября 2018 года стадиону Спартак им. Олега Олексенко спустя 66 лет с года строительства стадион  обрел новый современный вид и в будущем станет тренировочной базой для легкоатлетической сборной Украины.  На торжественное открытие, приуроченное к 234-й годовщине основания Мелитополя, присутствовал Председатель Федерации футбола Запорожской области Виктор Межейко, именитые футболисты спортивной команды «Динамо»,  Олег Саленко, Виктор Леоненко, Александр Алиев,  экс-нападающий Шахтера Андрей Воробей.  